# Bergslagens destilleri
Bergslagens destilleri är ett whiskydestilleri som ligger i Örebro i området Ormesta. Destilleriet låg tidigare i Nora, i kvarteret Bryggeriet.
Bergslagens destilleri startade sin verksamhet 2010, med whisky importerad från Skottland. I början av 2012 flyttade företaget in i egna lokaler i Nora, och i slutet av 2011 köptes även ett bergrum med 28 ingångar för lagring, en av försvarets tidigare riksbunkrar som under krig skulle användas för radio- och TV-utsändningar.
Efter ekonomiska problem under 2012 beviljades destilleriet företagsrekonstruktion i oktober 2012. Företaget hade ansökt om rekonstruktion efter att ha hamnat i en likviditetskris. Från bolagets sida hävdade man att intäkterna tagit fart, men tingsrätten ansåg att bolaget inte redovisat alla skulder, bland annat en skuld på 1,8 miljoner till dem som köpt in sig på whiskyfat. Tingsrätten avslog därför bolagets ansökan. 
Leverantörer begärde våren 2013 företaget i konkurs. Innan konkursförhandlingarna hann genomföras begärde emellertid företaget sig själv i konkurs, vilket omedelbart beviljades av tingsrätten i Örebro. Företaget Bergslagens Destilleri AB har i samband med detta fört över den kvarvarande affärsverksamheten till Bergslagens Destilleri Örebro AB.
Den 26 juni 2013 lämnade bolaget lokalerna i Nora. Bolaget flyttade därefter in i lokaler i Örebro och produktionen av deras befintliga produkter startades upp där 2014. Bergrummet för lagring ligger i ett annat bolag och påverkades inte av konkursen. Den 29 april 2014 såldes bergrummen för att finansiera det nya destilleriet inne i Örebro. 
Under sommaren 2016 genomfördes en unik spritaffär då Bergslagens Destilleri köpte hela Grythyttan Whiskys lager med whisky. Lagret flyttades in till Örebro för att lagras vidare inför senare buteljering.